# Gąski (Ciechanów)
Pour les articles homonymes, voir Gąski.
Gąski (prononciation : [ˈɡɔ̃ski]) est un village polonais de la gmina de Ciechanów dans le powiat de Ciechanów de la voïvodie de Mazovie dans le centre-est de la Pologne.
Il se situe à environ 6 kilomètres à l'ouest de Ciechanów (siège de la gmina et du powiat) et à 80 kilomètres au nord de Varsovie (capitale de la Pologne).

## Histoire
De 1975 à 1998, le village appartenait administrativement à la voïvodie de Ciechanów.